# استیسی هالیوود
استیسی هالیوود (به انگلیسی: Stacey Hollywood) بازیگر آمریکایی است.
او یک زن ترنس است.